# Tomasz Sołtysik
Tomasz Sołtysik (ur. 12 grudnia 1847 w Rymanowie, zm. 11 sierpnia 1916 w Marienbad) – polski nauczyciel i pedagog, filolog klasyczny, polityk, radny miasta Krakowa, poseł do Rady Państwa, działacz społeczny.

## Życiorys
Urodził się 12 grudnia 1847 w Rymanowie. Kształcił się w gimnazjum w Przemyślu od 1859 do 1866, gdzie zdał egzamin dojrzałości 31 lipca 1866. Przez rok kształcił się w Instytucie Teologicznym. Następnie odbył studia na Wydziale Filozoficznym Uniwersytetu Lwowskiego na kierunku filologii, które ukończył w 1871. Podjął pracę nauczyciela od 1 września 1872. Od 1872/1873 był zastępcą nauczyciela w Gimnazjum Akademickim we Lwowie. Od roku szkolnego 1875/1876 był zastępcą nauczyciela w C. K. Gimnazjum im. Franciszka Józefa we Lwowie. Egzamin zawodowy złożył 15 lutego 1878. Został mianowany nauczycielem rzeczywistym 23 czerwca 1878. Od 1878 krótkotrwale uczył w Gimnazjum w Kołomyi. Reskryptem C. K. Ministra Wyznań i Oświecenia z 21 czerwca 1879 został przeniesiony ponownie do C. K. Gimnazjum im. Franciszka Józefa, gdzie nauczał języka łacińskiego, języka greckiego. 20 października 1895 został mianowany dyrektorem C. K. Gimnazjum w Krakowie-Podgórzu. Otrzymał VI rangę w zawodzie 8 grudnia 1902. W 1899 został mianowany dyrektorem III Gimnazjum im. Króla Jana Sobieskiego w Krakowie z polskim językiem wykładowym i sprawował posadę do końca życia. 30 listopada 1898 otrzymał tytuł c. k. radcy szkolnego, w 1899 otrzymał tytuł c. k. radcy rządu. W tym charakterze nadzorował siedem prywatnych szkół średnich w Krakowie. Podczas I wojny światowej i zajęciu budynku III Gimnazjum na potrzeby szpitala wojskowego, poczynił starania, w wyniku których szkoła kontynuowała działalność w użyczonych pomieszczeniach Collegium Medicum.
W 1884 był współzałożycielem, od 1888 do 1894 wiceprezesem, a w  styczniu 1902 został wybrany prezesem koła krakowskiego Towarzystwa Nauczycieli Szkół Wyższych. Był współpracownikiem oraz w latach 1886–1887 i 1891–1895 członkiem redakcji pisma TNSW, rocznika „Muzeum”, w którym publikował. W 1896 otrzymał tytuł honorowego członka TNSW. W 1894 zasiadł w zarządzie Polskiego Tow. Pedagogicznego, przez wiele lat był członkiem PTP oraz działał jako prezes oddziału w Krakowie. W tym roku brał udział w Kongresie Pedagogów Polskich we Lwowie. Pełnił funkcję zastępcy przewodniczącego C. K. Rady Szkolnej Okręgowej w Podgórzu. Od listopada 1898 był wybierany członkiem galicyjskiej C. K. Rady Szkolnej Krajowej, po raz kolejny we wrześniu 1914, do końca życia jako fachowiec tego gremium.
Działał na polu społecznym i politycznym. Był członkiem rady miejskiej Podgórza od objęcia tam stanowiska dyrektora Gimnazjum. Po objęciu posady dyrektora krakowskiego III Gimnazjum był radnym miejskim w Krakowie. W 1901, 1905, 1911 z koła inteligencji był wybierany do rady miejskiej w Krakowie, łącznie przez cztery kadencje. Funkcjonował w sekcji szkolnej (do 1908), w sekcji wojskowej (od 1908, jej przewodniczący i wiceprzewodniczący), sekcji dobroczynności, zasiadał w Komitecie Muzeum Narodowego, komisji inwestycyjnej, komisji przemysłowej, komisji plantacyjnej, kuratorem kursów im. Adriana Baranieckiego. Do końca życia był radcą gminy miasta Krakowa. Był politykiem obozu demokratów. W styczniu 1902 został wybrany członkiem wydziału Towarzystwa Demokratycznego w Krakowie, od 1903 do 1906 był zastępcą prezesa. Od 24 października 1906 pełnił mandat krakowskiego posła do austriackiej Rady Państwa w Wiedniu X kadencji (1901–1907), wybrany w wyborach uzupełniających 17 października 1906 w miejsce zmarłego Jana Rottera. Jako poseł działał popierany przez Polskie Stronnictwo Demokratyczne.
W lipcu 1916 wyjechał do uzdrowiska Marienbad celem podratowania zdrowia. Tam ciężko zachorował i zmarł 11 sierpnia 1916. Został pochowany na cmentarzu Rakowickim 17 sierpnia 1916.
Jego żoną była Józefa z domu Lassnigg (1851–1943), z którą miał czworo dzieci, dwie córki i dwóch synów: Tomasz (1880–1961, doktor praw, naczelnik Wydziału Prokuratorii Generalnej w Krakowie), Maria (1882–1969, żona Romana Jabłońskiego, dyrektora II Państwowego Gimnazjum i Liceum im. św. Jacka w Krakowie), Józef (1885–1973,  doktor medycyny, dyrektor szpitala w Wadowicach), Aleksandra (1886–1971, kierownik Działu Kontroli Finansów Kasy Oszczędności w Krakowie).

## Publikacje
- G. Sallyustusza Kryspa: 1. Wojna z Jogurtą, 2. Wojna z Katyliną (1889)[3]
- Cicero M.F.: Cztery mowy przeciw Katylinie (1889, 1892)[3]
- Homer: Iliada w skróceniu. Cz. I i II (1890, 1892)[3]
- Cicero M.F.: Mowa o naczelnej dowództwie Gn. Pompejusza (1890)[3]
- Gramatyka języka łacińskiego. Cz. 2: Składnia (1891, 1893, 1901, 1906, 1909, 1913, 1924 i późn., pierwotny autor: Zygmunt Samolewicz)[3]
- Przykłady do tłumaczenia z języka łacińskiego na polski i z polskiego na łaciński. Cz. 1 dla klasy pierwszej (1891)[3][4]
- Fiderer Edward. Gramatyka języka greckiego (1892)[3]
- Wskazówki przy ocenianiu lekcyi próbnych i popisowych (1904)[4]
- Wskazówki dla praktykantów zawodu nauczycielskiego. Zbiór pytań do oceny lekcyj
- Wskazówki dla praktykantów zawodu nauczycielskiego. Cz. 4: Zbiór pytań do oceny lekcji próbnych i popisowych (1915, 1921)[3][4]
- Sprawozdania szkolne C. K. III Gimnazjum w Krakowie z lat 1900-1916

Artykuły
- Spostrzeżenia i uwagi odnoszące się do nauki języków klasycznych (1885, „Muzeum”)[3]
- W sprawie utrakwistycznego ustroju szkół średnich (1887, „Muzeum”)[3]
- Nowe kierunki w nauce języków klasycznych (1888, „Dziennik Polski”)[3]
- Kilka słów o treści i układzie „Zwięzłej gramatyki łacińskiej dr. Z. Samolewicza” (1889, „Muzeum”)[3]
- Zakres i wykład gramatyki łacińskiej dla klas niższych (1889, „Muzeum”)[3]
- O projekcie dyrektora Trzaskowskiego gramatyki łacińskiej (1889, „Muzeum”)[3]
- W sprawie karności młodzieży szkolnej (1893, „Muzeum”)[3][4]
- O prywatnej lekturze uczniów (1895, „Muzeum”)[3][4]
- O trudnościach tamujących prawidłowy rozwój szkół średnich w kraju naszym (1896, „Muzeum”)[3][4]
- Oznaczenie i ograniczenie domowej pracy uczniów (1900, drugi autor referatu: Jan Lewicki)[3]
- Organizacya praktycznego kursu dla kandydatów stanu nauczycielskiego w Gimnazjum III w Krakowie (1905, „Muzeum”)[3][4]
- Reforma egzaminowania i klasyfikowania w szkołach średnich (1908, „Czas”)[3][4]
- Rewizya przepisów dla uczniów szkół średnich (1909)[3]
- Reforma egzaminu dojrzałości (1909, w: „Sprawozdanie III Konferencji Dyrektorów Szkół Średnich Galicyjskich”)[3][4]
- Egzamina w szkołach średnich (1909, „Czas”)[3]
- Jak należałoby unormować obowiązki dyrektora szkoły średniej pod względem administracyi zakładu (1913)[3]

## Odznaczenia
austro-węgierskie
- Order Korony Żelaznej III klasy (1908)[1][3][4][9][11][22].
- Medal Jubileuszowy Pamiątkowy dla Cywilnych Funkcjonariuszów Państwowych[9].
- Krzyż Jubileuszowy dla Cywilnych Funkcjonariuszów Państwowych[9].